# Горпинич Артем Володимирович
Арте́м Володи́мирович Горпи́нич (* 1991) — майор Збройних сил України, учасник російсько-української війни.

## З життєпису
2008 року закінчив Київський військовий ліцей імені Івана Богуна. 
2012 року закінчив Академію сухопутних військ імені гетьмана Петра Сагайдачного, спеціальність «управління діями підрозділів аеромобільних військ».
Станом на березень 2019 року — військовослужбовець в/ч А2298

## Нагороди
За особисту мужність і героїзм, виявлені у захисті державного суверенітету та територіальної цілісності України, вірність військовій присязі під час російсько-української війни нагороджений
- орденом Богдана Хмельницького III ступеня (4.12.2014).